# Enneri Blaka

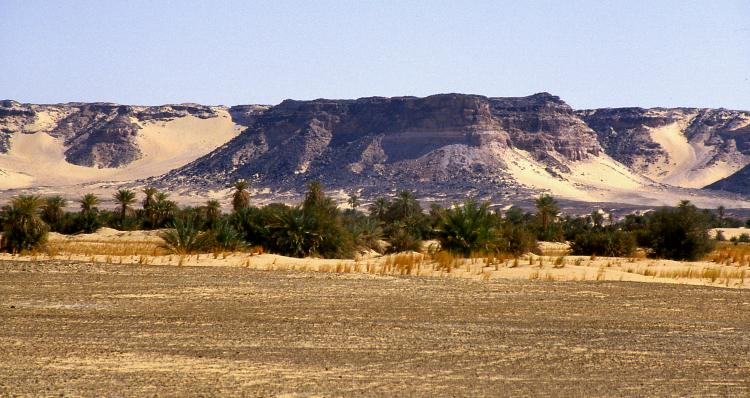
Kaouartal (hier bei Bilma)

Der Enneri Blaka ist ein trockenes Wadi im Plateau von Djado im Nordosten des afrikanischen Staates Niger. Er liegt in der nördlichen Verlängerung des Kaouar-Tals, das für seine Salinen und Oasen wie Bilma, bekannt ist. Der Enneri Blaka endet in der großen Sandwüste Ténéré. Rund 50 km südwestlich liegt die bekannte Oase Chirfa.
In der Sprache der Tubu (Teda) bedeutet der Name dieses Trockentals „Tal von Blaka“. In seiner Umgebung finden sich zahlreiche Felsmalereien und prähistorische Relikte sowie eine als „U-Boot“ bekannte Felsformation. 
Obgleich der Konflikt der Tubu mit der Zentralregierung des Niger im Jahr 1995 beigelegt wurde, finden sich bis heute verminte Gegenden in der Region des Plateaus.